# Études pour l'Enfant Jésus
Vous lisez un « bon article » labellisé en 2020.  Il fait partie d'un « thème de qualité ».
Études pour l'Enfant Jésus est un ensemble de huit dessins réalisés à la craie rouge sur papier préparé d'ocre rouge par Léonard de Vinci et conservé aux Galeries de l'Académie de Venise. Il s'agit de représentations de tout ou partie du corps d'un très jeune enfant, considérées comme autant d'études préparatoires à l'Enfant Jésus présent sur le tableau Sainte Anne, la Vierge et l'Enfant Jésus jouant avec un agneau conservé au musée du Louvre. 
Vraisemblablement réalisée vers 1502-1503 — bien que des chercheurs la repoussent entre 1508 et 1511 —, la série appartient à un groupe d'études qui permettent au peintre de créer le carton pour le tableau à cette même période. La feuille se rapproche en particulier de deux autres études de l'Enfant qui déploient une technique identique dite « rouge sur rouge ».
Le maître florentin laisse transparaître toute l'étendue de ses connaissances dans les domaines de l'anatomie, de la physiologie et de la physique. En outre, certaines des parties de l'œuvre proposent une technique graphique à ce point appliquée que celle-ci a contribué à faire douter du caractère autographe de l'œuvre.

## Description
Les dessins des Études pour l'Enfant Jésus ont pour support une feuille de papier rectangulaire préparé d'ocre rouge de dimensions 28,5 × 19,8 cm. Ils sont réalisés à la craie rouge et présentent pour certains des rehauts de blanc. Enfin, la feuille porte en haut vers la droite l'inscription en écriture inversée « Ambroso ».
Le document présente huit croquis représentant chacun l'entièreté ou une partie du corps d'un bébé dont les parties communes visibles adoptent des postures identiques : en haut, deux bébés dont le crayonné est le plus achevé ; entre eux, une esquisse à peine visible ; au-dessous à gauche, l'une au-dessus de l'autre, deux esquisses de bras ; une tête au centre de la feuille ; un buste à sa droite ; et, au-dessous de ce dernier, un pied.

## Historique

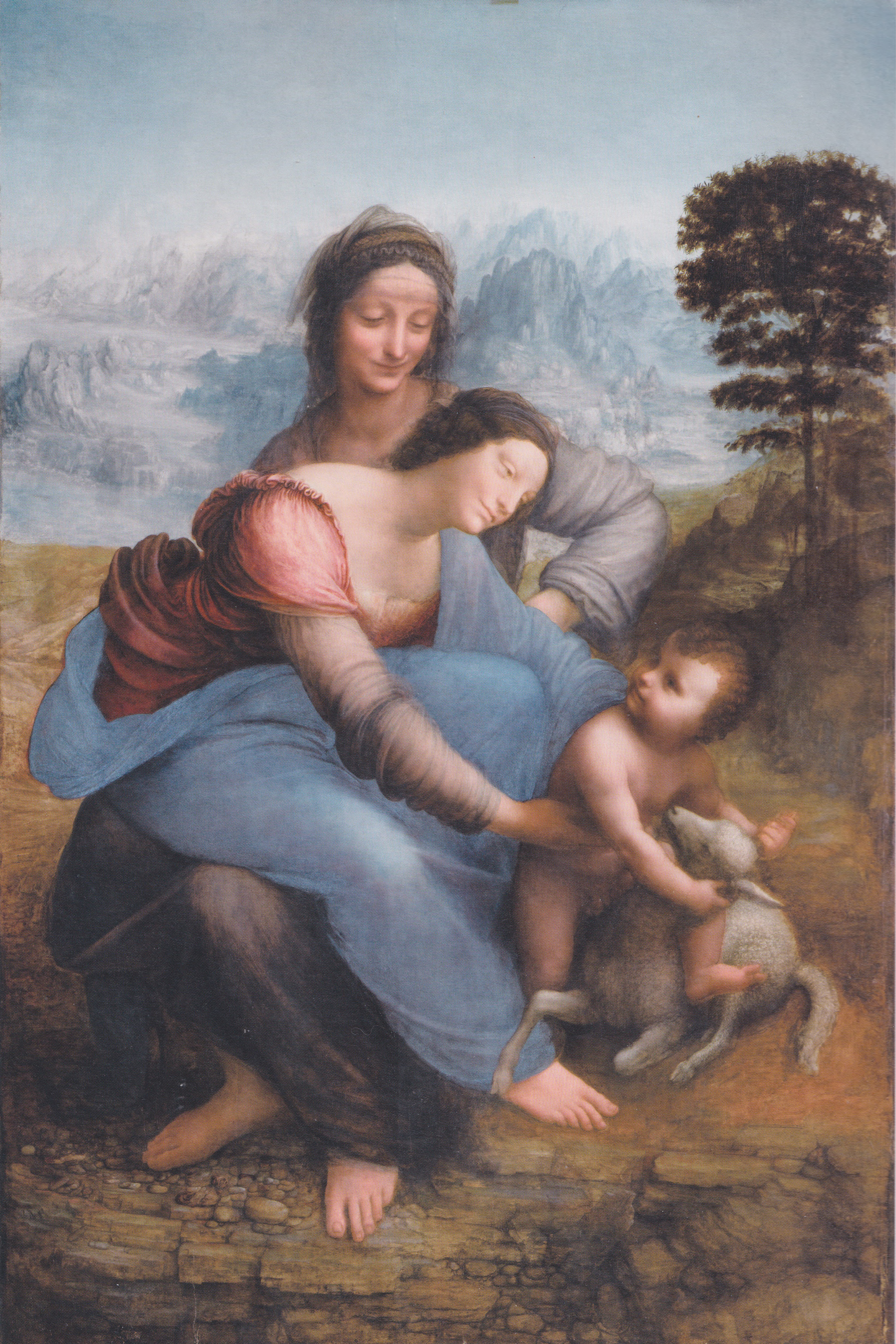
Le dessin est réalisé dans le cadre de la création de Sainte Anne, la Vierge et l'Enfant Jésus jouant avec un agneau (1503 - 1519, musée du Louvre, no inv. 776).

### Contexte de création
Au moment de la création des dessins des Études pour l'Enfant Jésus dans les années 1502-1503, Léonard de Vinci approche les cinquante ans. Il est alors suffisamment célèbre pour que de puissants commanditaires italiens et d'autres Européens se disputent ses services comme ingénieur ou comme artiste : Isabelle d'Este, César Borgia et le roi de France Louis XII.
Depuis 1499, il travaille à la création d'une « Sainte Anne trinitaire » sans qu'il soit toutefois établi quel en est le commanditaire exact. Se déclarant volontiers éloigné du pinceau, Léonard de Vinci ne produit que peu d'œuvres durant cette période — la fresque de La Cène qu'il achève en 1498 et une Madone aux fuseaux datant de 1501 — et se considère plus volontiers ingénieur. Après avoir écarté successivement deux premiers cartons — le carton de Burlington House (entre 1499 et début 1501) et le carton dit « de Fra Pietro » (entre 1500 et avril 1501) —, il en produit un dernier en 1502-1503 qu'il utilisera pour créer Sainte Anne, la Vierge et l'Enfant Jésus jouant avec un agneau. La feuille des Études pour l'Enfant Jésus constitue une étude préparatoire à ce troisième carton,.

### Attribution et datation

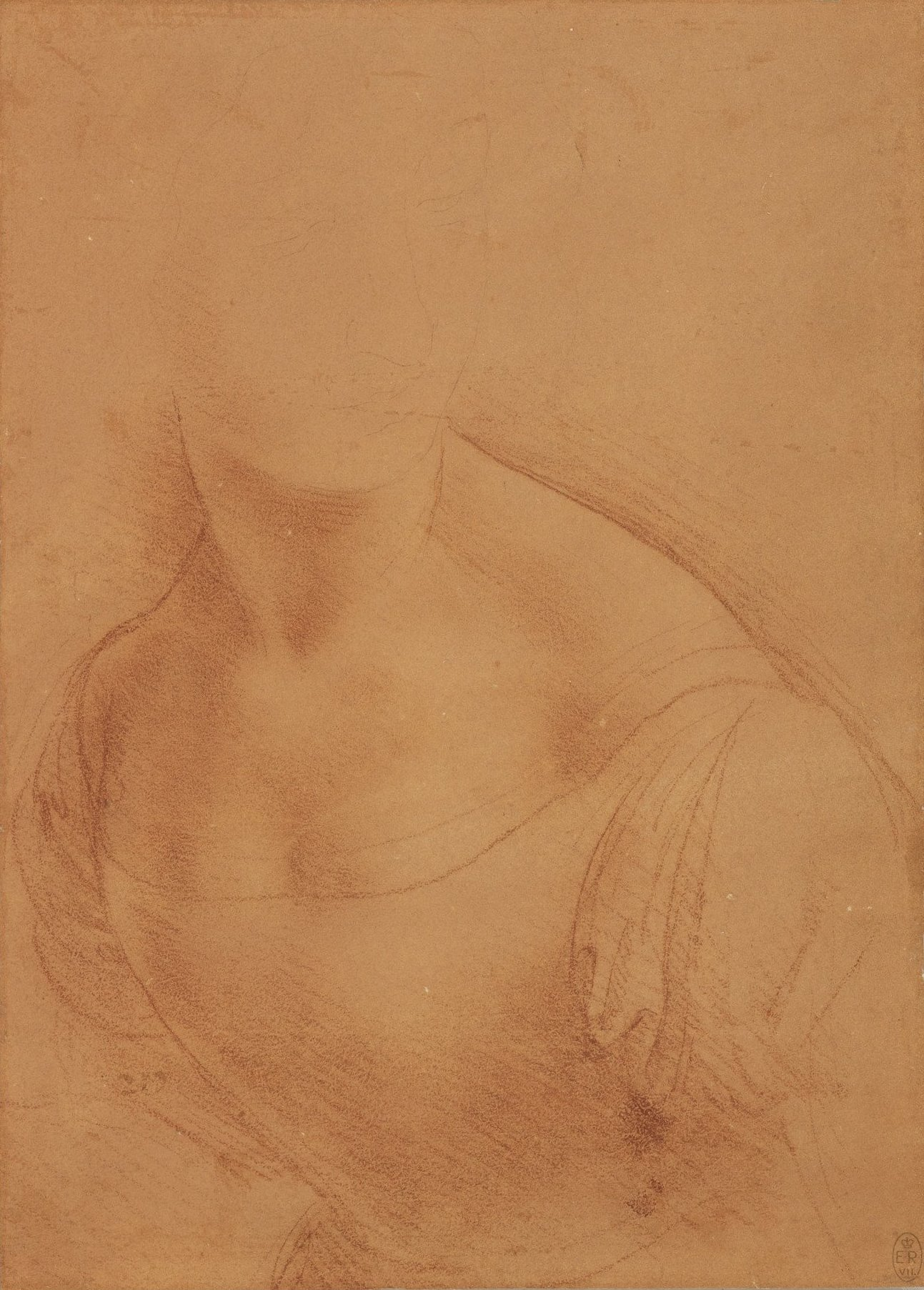
Léonard de Vinci utilise la même technique rouge sur rouge dans son Étude pour le buste de La Madone aux fuseaux (vers 1500, château de Windsor, no inv.RL12514).

Jusqu'au début des années 1990, l'attribution à Léonard de Vinci est l'objet de débats. Ainsi en 1938, l'historien de l'art Bernard Berenson avoue sa grande hésitation. En 1980 encore, Luisa Cogliati Arano y voit plutôt la main de Cesare da Sesto ou d'Ambrogio de Predis. Depuis, l'attribution au peintre florentin est unanime parmi la communauté scientifique, dont notamment Daniel Arasse, Carlo Pedretti, Carmen C. Bambach, Martin Kemp, Frank Zöllner, Johannes Nathan ou Vincent Delieuvin. Pour cela, les chercheurs s'appuient sur les fines hachures typiques d'une main gauche visibles notamment sur le bébé entier situé en haut à droite. De plus, stylistiquement, l'œuvre laisse apparaître « des vibrations de […] touche très libre » et offre ainsi un caractère énergique propre aux premières esquisses qu'un artiste en recherche peut donner à voir. S'y manifeste ainsi l'exact inverse de ce que l'on peut observer sur des copies de l'œuvre où transparaît « un caractère appliqué ».
La datation est très fluctuante selon les chercheurs. Ainsi Vincent Delieuvin l'estime « vers 1502-1503 », soit au tout début de la création du tableau. Les dessins seraient ainsi une étude pour le carton initial : la technique de dessin à la craie rouge sur une préparation rouge utilisée pour les études de La Cène (1495-1498) ou celles de La Madone aux fuseaux (vers 1501) et  typique de cette période fournit ainsi une indication importante. De son côté, Carlo Pedretti propose « 1510-1511 ». Carmen C. Bambach la situe « vers 1508-1510 », utilisant un argument exactement identique à celui de Vincent Delieuvin mais en s'appuyant sur des œuvres plus tardives qui utilisent cette technique selon « une échelle tonale et une qualité de surface beaucoup plus graduées ». Néanmoins, Vincent Delieuvin ajoute dans son raisonnement que les études présentent un « caractère très préliminaire », ce qui est à croiser avec le fait que le tableau est entamé dès 1503. Du fait de cette incertitude, certains chercheurs, comme Frank Zöllner proposent une datation très large et assortie d'interrogation : « vers 1501-1510 (?) ».

### Cheminement de l'œuvre

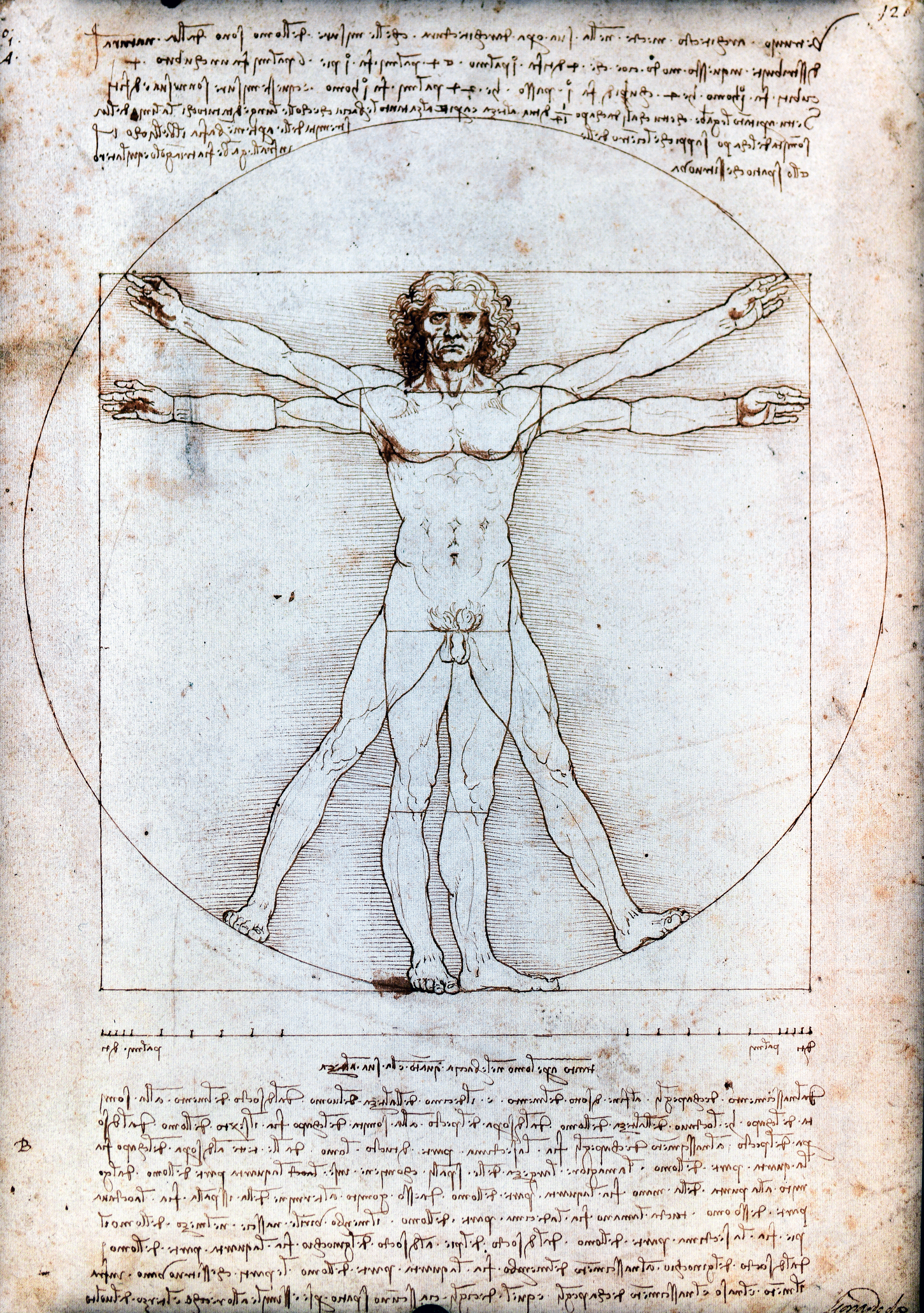
La feuille suit le même cheminement que d'autres dessins de Léonard de Vinci comme l'Homme de Vitruve (Vers 1490, Venise, Galeries de l'Académie, n° d'inv. 228).

Le cheminement de l'œuvre après sa création n'est connu qu'à partir d'une période récente. Recensée dans la collection de dessins du cardinal Cesare Monti (1594-1650) entre 1635 et 1650 en compagnie d'autres œuvres comme l'Homme de Vitruve, elle reste dans la famille jusqu'à une de ses lointaines héritières, la comtesse Anna Luisa Monti en 1770,. Désirant édifier une collection de dessins, gravures et peintures, Venanzio De Pagave (1722-1803) s'en porte acquéreur. Par héritage, il lègue cette collection à son fils Gaudenzio De Pagave qui, vers 1807-1808, la cède au prix de 200 louis d'or à l'historien de l'art et peintre italien Giuseppe Bossi. Grand admirateur de Léonard de Vinci, celui-ci désire en effet se constituer une collection des travaux du peintre et a noté peu de temps auparavant dans son journal intime : « Avoir côtoyé des dessins anciens a ravivé chez moi l'envie de posséder la collection de feu Venanzio De Pagave, puis de son fils Gaudenzio. Ce matin j'ai écrit une note lui disant à nouveau avec instance que j'étais prêt à faire n'importe quel sacrifice pour l'obtenir ». La feuille des Études pour l'Enfant Jésus est conservée au sein d'un album marqué « K ». Après la mort du peintre en 1815, la feuille fait partie de la « vente Bossi » se tenant en février 1818 à Milan. Elle est achetée le 24 février avec le reste de la collection par l'abbé Luigi Celotti. Elle demeure en dépôt (sous la garde de Carlo Porta et Nicola Cassoni) à l'Académie des beaux arts de Milan jusqu'en 1822 au sein de la « collection Luigi Celotti ». Dès 1820, elle fait l'objet d'une proposition d'achat avec le reste de la collection par le gouvernement autrichien au nom de l'Académie des beaux arts de Milan. Finalement, elle est achetée en 1822 par l'empereur d'Autriche François Ier pour l'Académie des beaux-arts de Venise et elle est versée dans ses galeries, où elle demeure depuis.

## Création

### Une étude pourSainte Anne, la Vierge et l'Enfant Jésus jouant avec un agneau
La feuille des Études pour l'Enfant Jésus est unanimement reconnue comme une étude préparatoire à l'Enfant représenté sur le tableau de Sainte Anne, la Vierge et l'Enfant Jésus jouant avec un agneau conservé au Louvre,,,.

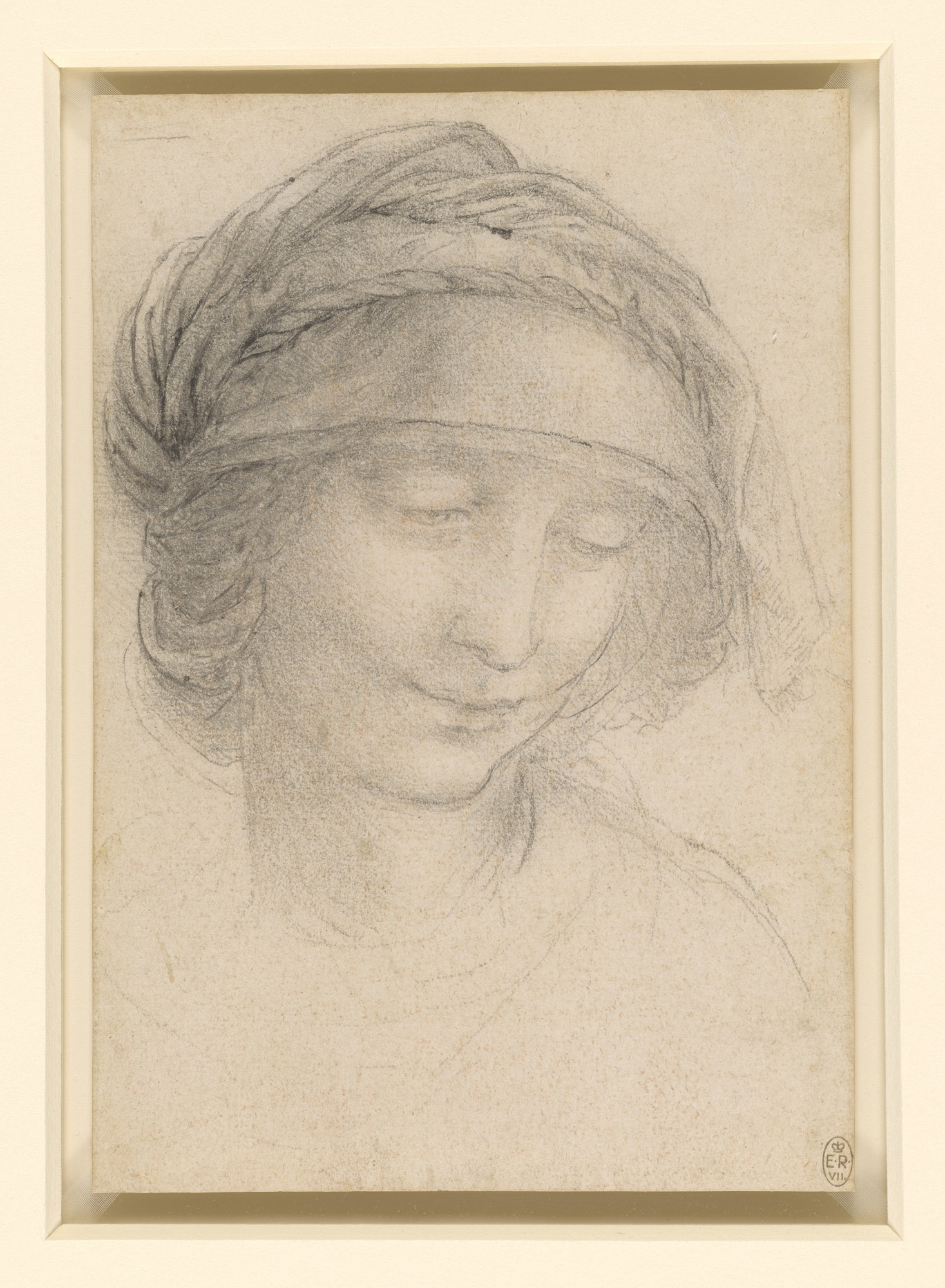
Un autre dessin préparatoire et contemporain des Études pour l'Enfant Jésus : Étude pour la tête de sainte Anne, vers 1502-1503, Royaume-Uni, château de Windsor, no inv.RCIN 912533.

Selon Vincent Delieuvin, elle appartient à un ensemble de trois feuilles consacrées à l'Enfant Jésus : le groupe tient sa cohérence dans la technique « rouge sur rouge » qui s'applique sur chacune d'elles et dans le fait « qu'il s'agit des seuls dessins qui ne soient pas des études précises et finies d'un détail de la composition, servant à une transposition immédiate dans la peinture ». Outre la feuille des Études pour l'Enfant Jésus, se retrouve ainsi une étude pour sa jambe droite conservée également aux Galeries de l'Académie de Venise (sous le no inv. 217) ainsi qu'une autre consacrée à son buste conservée au château de Windsor (sous le no inv. RCIN 912538),. Concernant cette dernière œuvre, bien qu'il concède qu'elle semble présenter un enfant plus âgé que le bébé visible sur le tableau, Vincent Delieuvin justifie ce statut d'étude de l'Enfant par le fait qu'il voit appliqué à la tête à peine esquissée la même rotation vers la gauche que sur la feuille des Études pour l'Enfant Jésus et sur le tableau du Louvre. Alors que Frank Zöllner et Johannes Nathan lui refusent ce statut d'étude, la Royal Collection Trust, propriétaire de l'œuvre, semble le lui accorder malgré une datation divergente de Vincent Delieuvin.

Une feuille qui s'insère dans une série d'études de l'Enfant pour la sainte Anne.
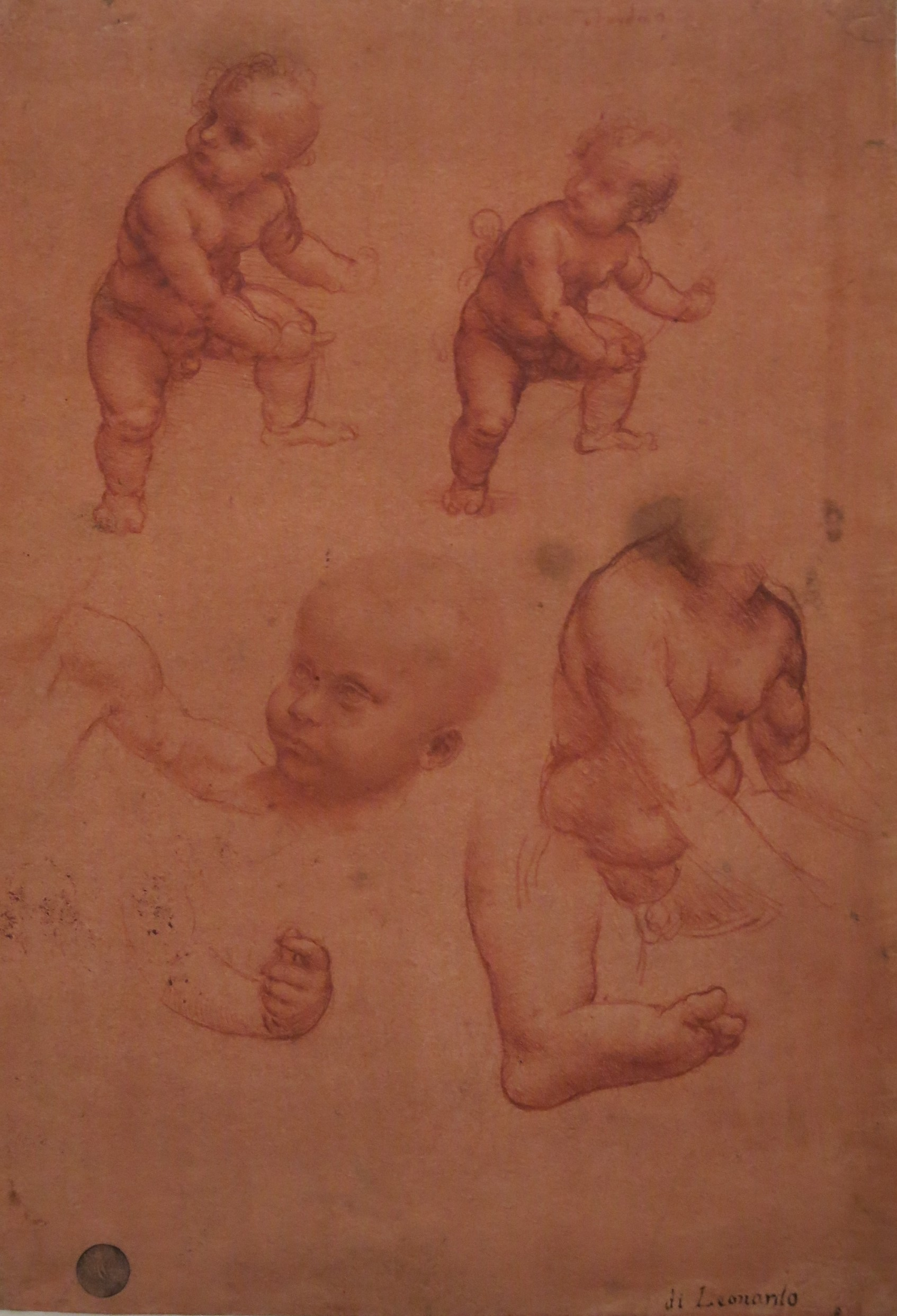
Études pour l'Enfant Jésus, vers 1502-1503, Venise, Galeries de l'Académie, no inv.257.
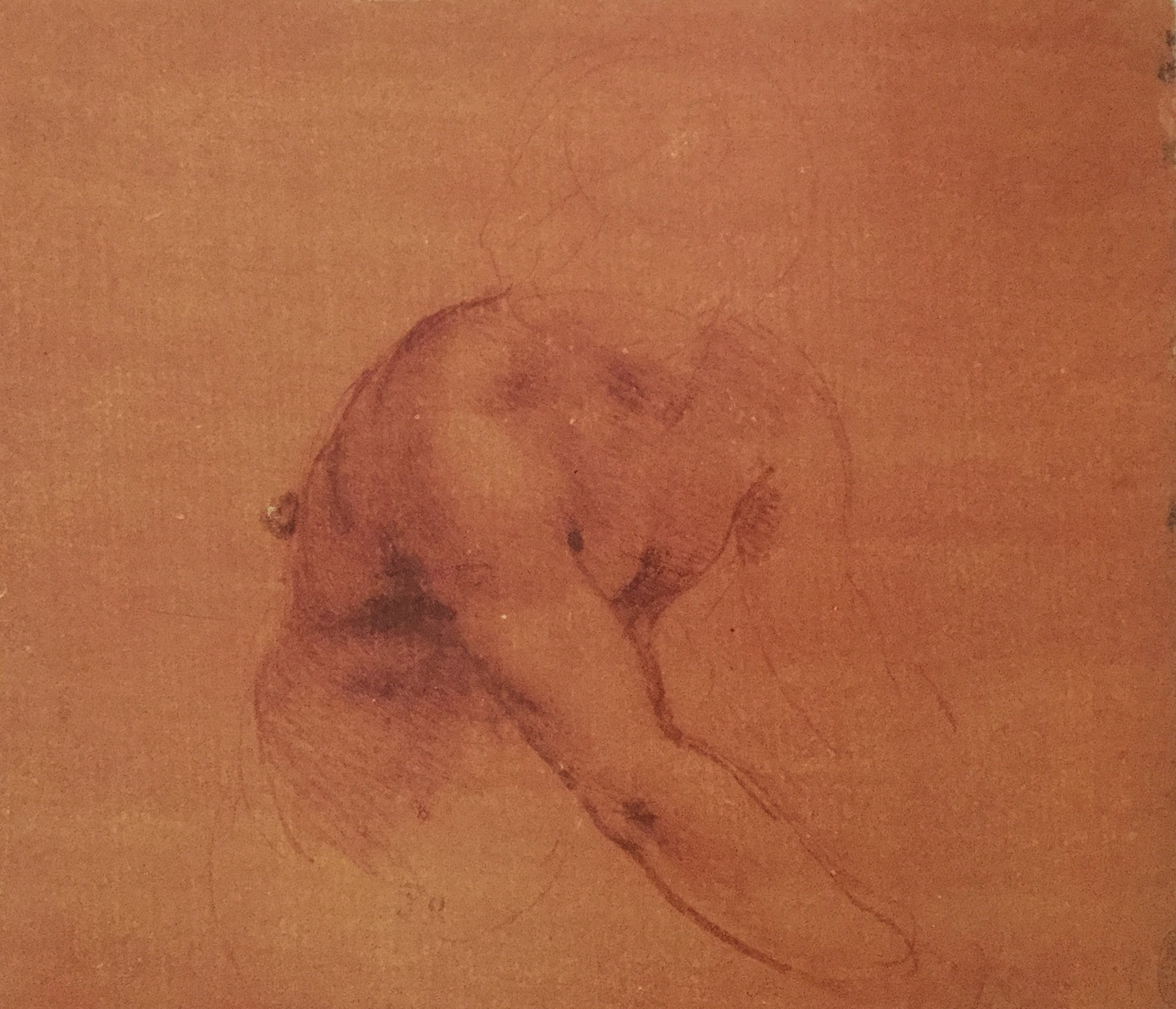
Une présumée Étude du torse de l'Enfant Jésus, 1502-1503[21] ou vers 1511[32], château de Windsor, no inv. RCIN 912538.
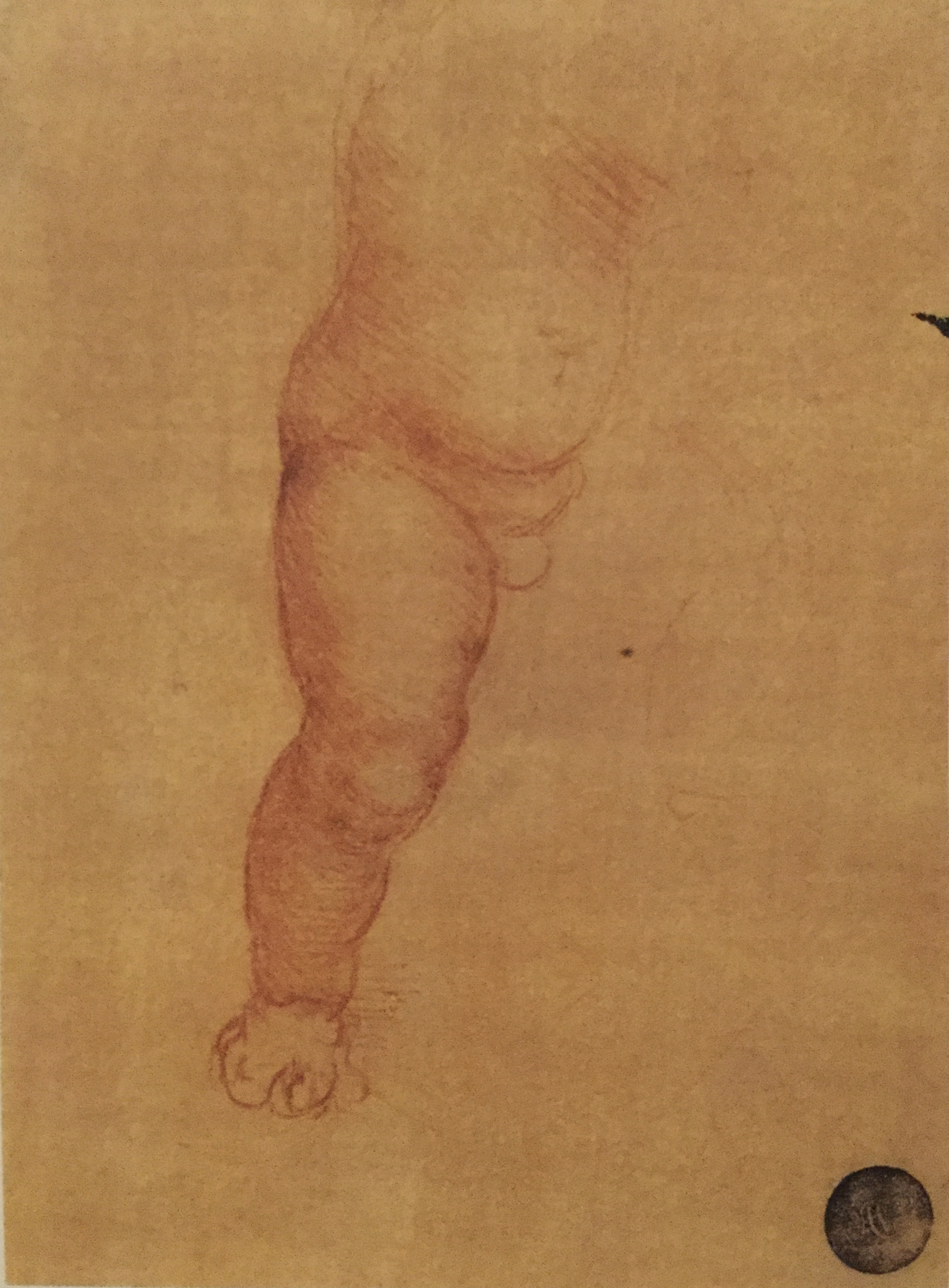
Étude pour la jambe de l'Enfant, vers 1502-1503, Venise, Galeries de l'Académie, no inv.217.

Deux types d'études se rapportent directement au tableau de Sainte Anne, la Vierge et l'Enfant Jésus jouant avec un agneau : celles qui permettent la création du carton et celles qui constituent « les ultimes changements décidés par le maître » et en sont donc les plus éloignées temporellement. Par l'usage exclusif de la technique de la craie rouge sur préparation rouge si caractéristique de la manière de Léonard de Vinci de début de siècle, le dessin s'inscrit résolument dans le premier groupe.

Comparaison de l'étude et de sa réalisation au sein du tableau.
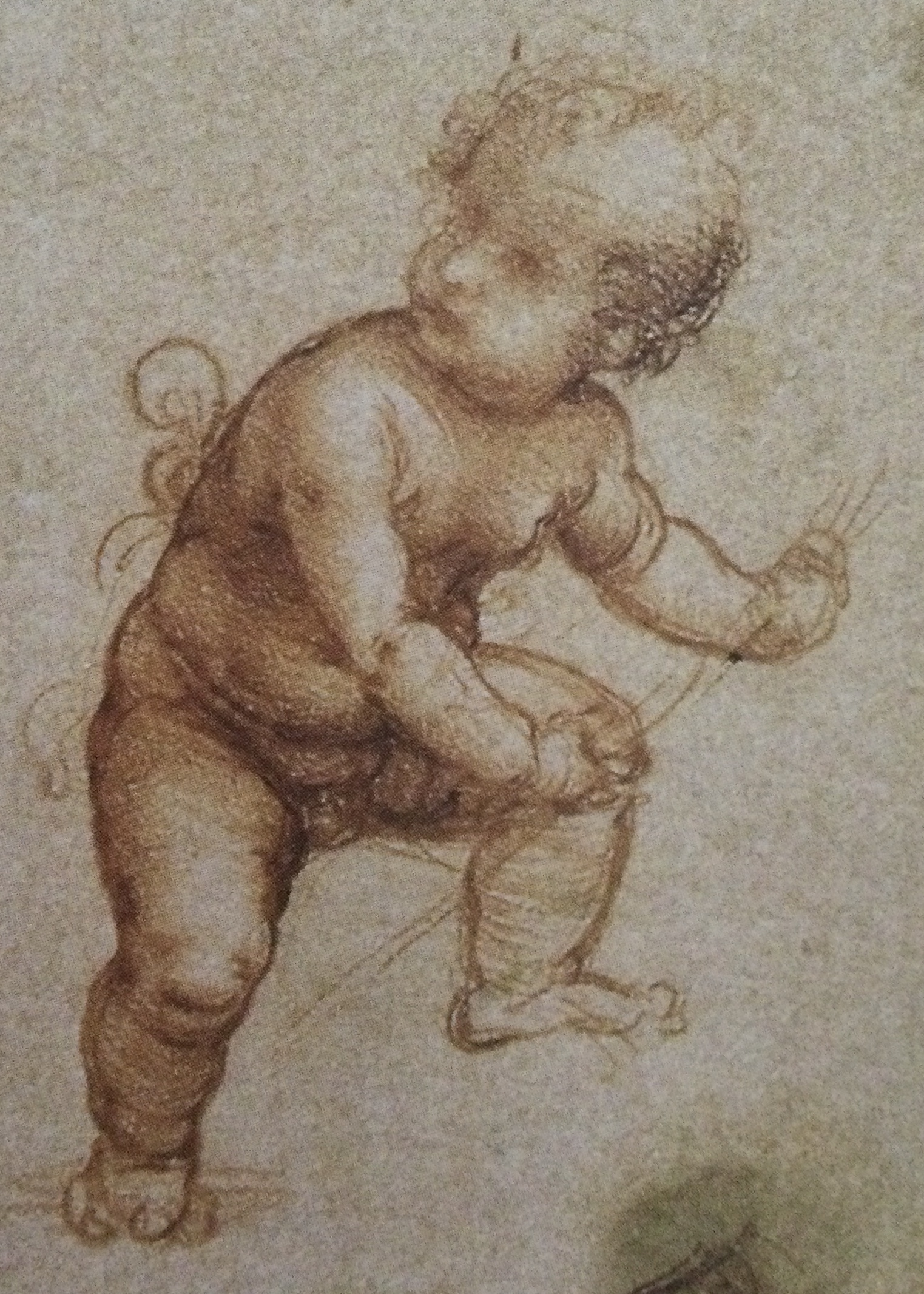
Études pour l'Enfant (détail sur le dessin en haut à gauche).
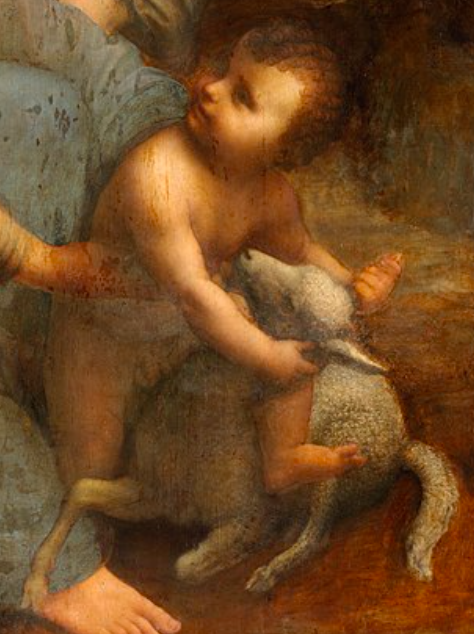
L'Enfant au sein de Sainte Anne, la Vierge et l'Enfant Jésus jouant avec un agneau (détail, 1503-1519, Paris, musée du Louvre, no d'inv. INV 776).

### Processus de création

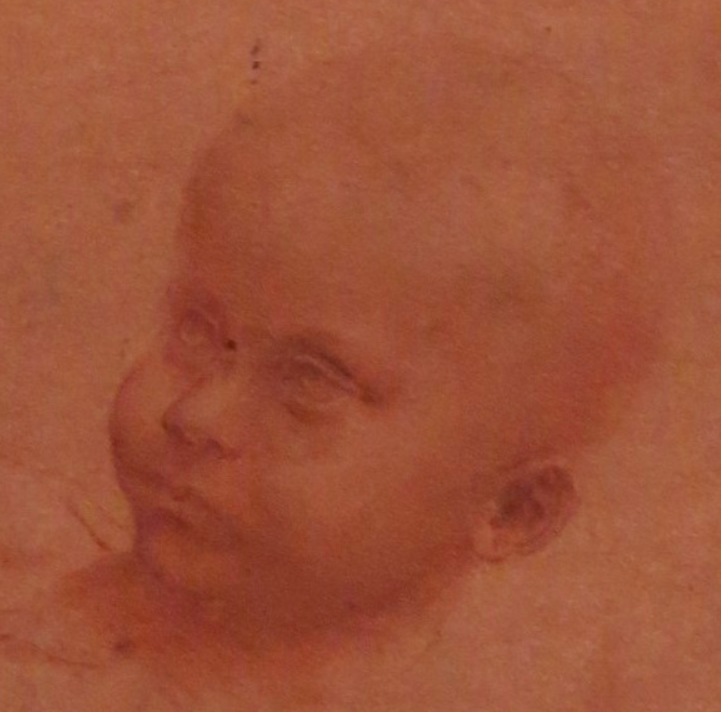
Détail sur le dessin situé au centre de la feuille.

Le peintre commence par la préparation de la feuille par frottage de la craie rouge. Son crayonné se fait avec le même matériau. Le choix de cette technique dite « rouge sur rouge », découle de besoins spécifiques : cette technique ton sur ton possède l'avantage de rendre compte de l'ombrage intermédiaire dans lequel se trouve le petit personnage — par opposition à la Vierge qui est bien plus éclairée — en réduisant le contraste entre la forme et le fond ; de plus, cette technique offre un gain de temps à un artiste en recherche puisqu'elle permet d'immédiatement obtenir « de subtils contrastes d'ombre et de lumière, alors que la pierre noire sur papier blanc aurait nécessité un travail d'estompe plus soigné ».
Léonard de Vinci commence ses recherches par le dessin situé en haut à droite. Il semble alors travailler d'après nature en utilisant les services d'un modèle, comme en témoigne le fait que l'Enfant tient un bâton (au lieu de l'agneau) tel que le modèle devait le faire dans l'atelier. Cette hypothèse est confirmée par la perception que la figure sur le dessin du château de Windsor (no inv. RCIN 912538 et qui appartient à la même série de recherches) est plus âgée que ce qu'elle devrait. Quant à l'étude en haut à gauche, elle est celle qui a le plus évolué durant l'élaboration de la série : si sa composition générale est restée la même, c'est l'angle d'inclinaison de certaines parties de son corps qui a changé. Or c'est cette disposition que le peintre reprend dans la peinture finale. Avec celui de la tête, ces deux dessins représentant le bébé en entier sont les plus achevés : le peintre choisit même de les parfaire d'un léger rehaut de gouache blanche.
Le dessin central représentant la tête de l'Enfant possède un aspect particulier au sein de la feuille par la finition et le lissé qu'il propose ; cela a même contribué à faire douter du caractère autographe de la feuille entière. En effet, le peintre y propose une « expressive et très innovante technique expérimentale ». L'artiste a commencé par tracer le contour de son dessin de fins traits à la craie. Puis il a créé les premiers effets d'ombrage par de légères hachures et par estompe de matière sèche ; ensuite, il a appliqué un lavis à la craie rouge humide afin de fluidifier les transitions entre ombres et lumières. Il a achevé son entreprise par l'application de touches de gouache blanche dans de petites zones du front, du nez et des pommettes afin d'offrir un léger éclat aux zones les plus éclairées.

## Analyse

### La mise en œuvre d'une grande expérience technique
La série d'études que porte la feuille des Galeries de l'Académie témoigne de la grande expérience de peintre mais aussi d'observateur de la nature et d'anatomiste dont fait preuve Léonard de Vinci. Son expérience artistique transparait ainsi à travers le choix technique d'une représentation ton sur ton, et contribue à un résultat si notable — en contradiction avec le statut d'étude de l'œuvre — qu'elle a pu contribuer à faire douter du caractère autographe de la feuille. Ses recherches sur les phénomènes liés à l'effet de la lumière et sa traduction en termes de rendu des ombres et des lumières apparaissent à travers l'emploi juste de variations de tons, notamment sur la tête au centre de la feuille. Ses connaissances anatomiques permettent également de reproduire avec exactitude, sur le torse au centre gauche par exemple, les effets d'une peau légèrement adipeuse visibles sur l'épaule droite, le bras et la poitrine de son personnage. Enfin ces mêmes connaissances sont manifestes sur le travail autour de la jambe droite — pourtant destinée à s'effacer derrière celle de la Vierge — conduit afin de trouver la position la plus réaliste quant à l'équilibre de ce corps en mouvement.

### Le thème du bébé

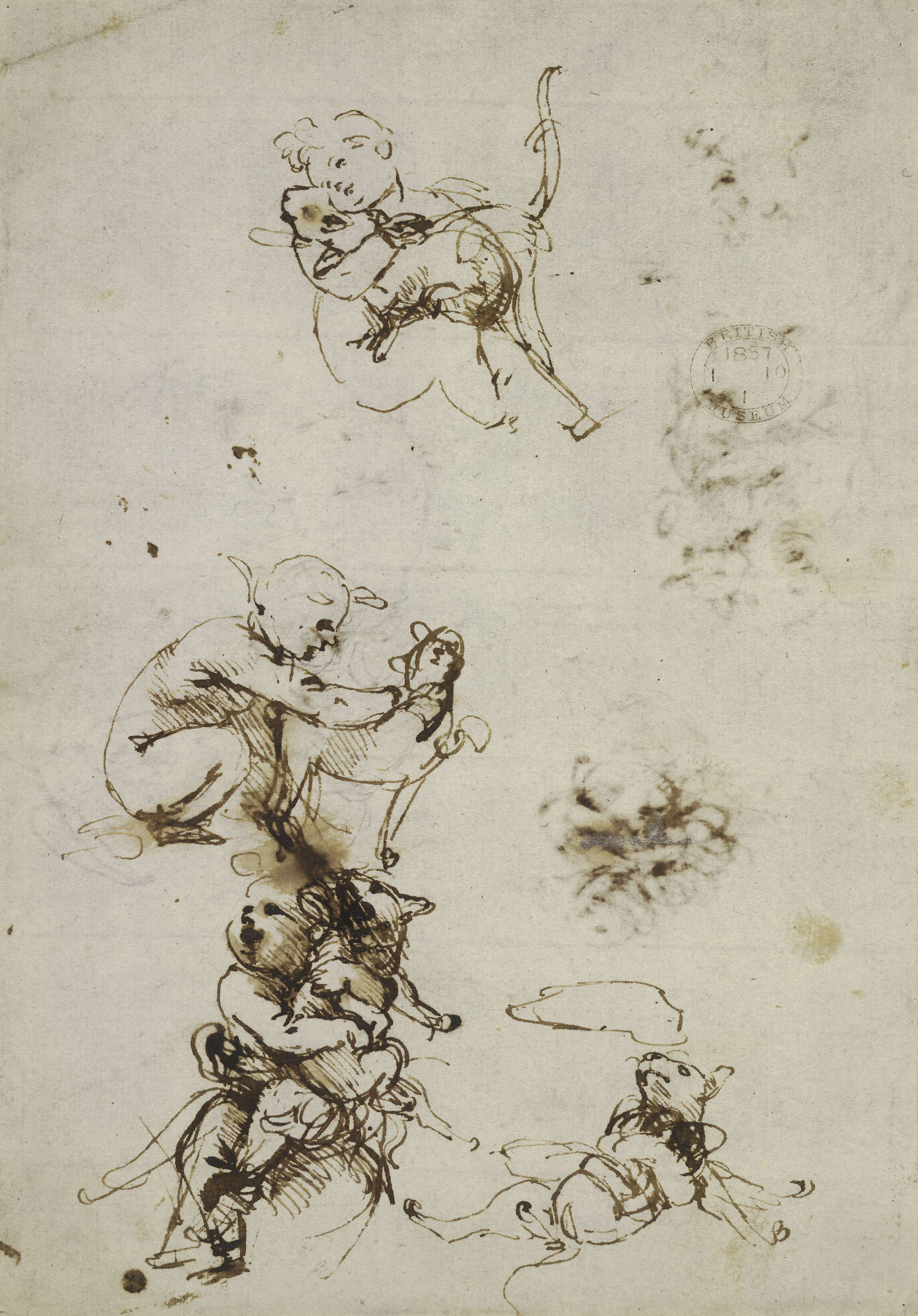
Léonard de Vinci, Trois croquis d'un enfant avec un chat, 1478-1481, Londres, British Museum, no inv. 1857,0110.1r.

À la création de sa série de dessins des Études pour l'Enfant Jésus vers 1502-1503, cela fait longtemps que Léonard de Vinci représente la figure de l'enfant. De fait, le dessin de bébé fait partie des thèmes de prédilection qu'il explore de ses débuts à Florence jusqu'à la fin de sa vie en France. Il existe un lien entre l'apprentissage du dessin sur le vif qu'a fait le peintre lorsqu'il a débuté auprès de son maître Verrocchio, des dessins comme les Trois croquis d'un enfant avec un chat datant de 1478-1481 et, trente ans plus tard, les études qui conduisent vers la sainte Anne. Dans cet ordre d'idée, Peter Hohenstatt explique : « Comme ni les enfants ni les chats ne savent poser et rester immobiles, Léonard prouve ici son talent d'observateur et sa capacité à discerner les instants décisifs tout en les notant rapidement. Ces études montrent comment le peintre élabore progressivement son œuvre et aiguise son don d'observation pour obtenir davantage de vie et de naturel dans ses tableaux ».

## Postérité

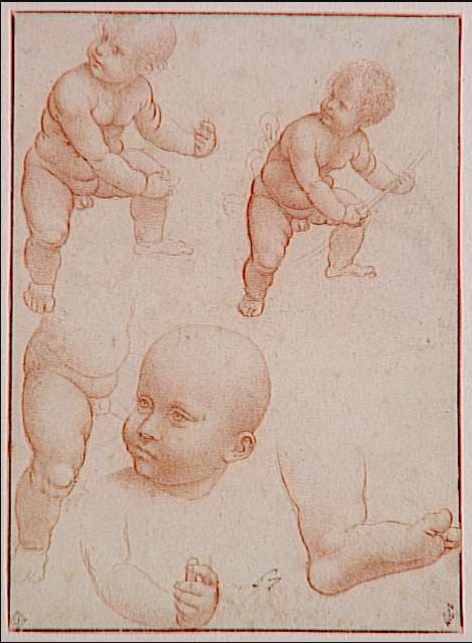
Atelier de Léonard de Vinci, Copie des études pour l'Enfant Jésus, entre 1502 et 1510, Chantilly, musée Condé, no inv.33.
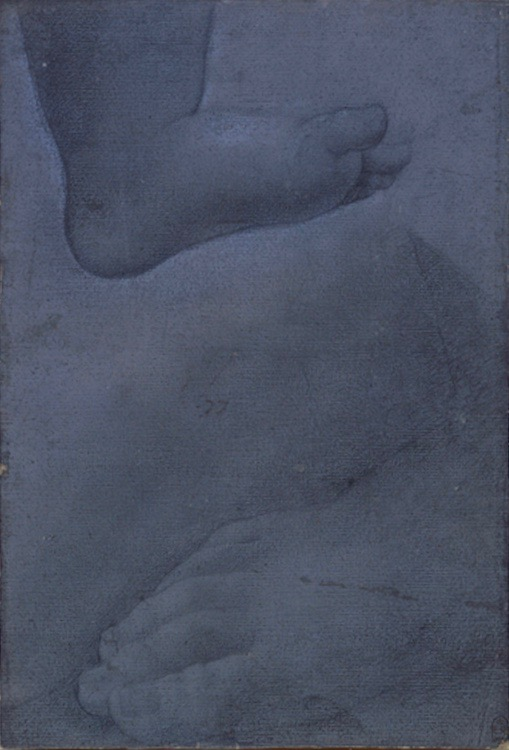
D'après Léonard de Vinci, Pied gauche de Jésus et pied droit de sainte Anne, vers 1516-1519, château de Windsor, no RL12535.

La feuille des Études pour l'Enfant Jésus fait l'objet de quelques copies de la part de suiveurs de Léonard de Vinci. La plus connue est conservée au musée Condé à Chantilly que certains chercheurs ont, par le passé, considéré comme de la main du maître. Du fait de l'application scrupuleuse qu'elle laisse à voir — loin du trait plus libre de son modèle — et de traces de reports qu'elle comporte, elle est désormais attribuée à un de ses élèves, selon la formule de Carmen C. Bambach : « La règle non écrite stipule que lorsqu'un dessin de Léonard est trop léché, il doit être donné à un élève ». Son intérêt tient dans le fait qu'elle regroupe certes des dessins de la feuille mais aussi l'Étude pour la jambe de l'Enfant (conservée également à Venise sous le no inv. 217), renforçant le lien entre les deux œuvres. Enfin, le château de Windsor conserve un document daté vers 1516-1519, comportant la représentation du pied de l'Enfant et dont « la technique l'apparente à [un] dessin tardif de Léonard » mais qui s'en détache par la technique médiocre qui s'y déploie.